# Vâlcelele (okręg Suczawa)
Vâlcelele – wieś w Rumunii, w okręgu Suczawa, w gminie Stroiești. W 2011 roku liczyła 104 mieszkańców. 